# ZSU-23-4石勒喀河自行高射炮
ZSU-23-4「石勒喀河」，是1960年代蘇聯開發的第二代自行高射炮，取代了第一代光学瞄準、人力操控的ZSU-57-2防空坦克，用于伴随坦克团、摩托化步兵团行进间超低空防空。

## 概要
因爲蘇軍知道美軍的空中戰力處於上風，西歐國家也積極針對蘇聯裝甲部隊開發攻擊機，所以蘇聯向來重視野戰防空的能力。ZSU-23-4和上一代的ZSU-57-2相比加裝了一個RPK-2对空雷達，該雷達被安裝在炮塔後方，必要時可平放收起，其工作波段為J波段，能完成搜索、識別、跟蹤和測距，該雷達的搜索距離是20公里而跟蹤是8公里，和此雷達匹配的是一台機電式的火控計算機，組成一套射控系統。此車於1960年在蘇軍服役時，西方國家尚未有同類結合有雷達、射控及高射炮的自行防空炮，故此處於領導地位，但其缺點及限制也不少。因爲只有一個對空雷達，所以追蹤目標時，便不能搜索敵機，加上搜索範圍不足，所以需要依靠前線的防空搜索雷達提供敵機方位，這款雷達的另一個缺陷是不能探測距離短於7至8公里的目標，而且低空探測能力差，需要依靠光學瞄準器局部彌補不足，如雷達受到電子干擾也可改用光學瞄準器，此外追蹤目標需要人手介入操作，另一個問題是機電式的火控計算機反應時間長，在驅動高射炮瞄準及開火前，敵機採取機動飛行便可擺脫追蹤。由於自動化水準低，故此不具備多目標接戰能力。
ZSU-23-4另一個改進是4門23毫米口徑機炮，此機炮改良自空用的AM-23機炮而且由油壓推動和穩定，一輛ZSU-23-4可載2,000發23毫米口徑炮彈，分別載於4個彈箱以內，其彈種有：
- 曳光爆破燃燒彈（HEI-T）
- 曳光穿甲燃燒彈（API-T）

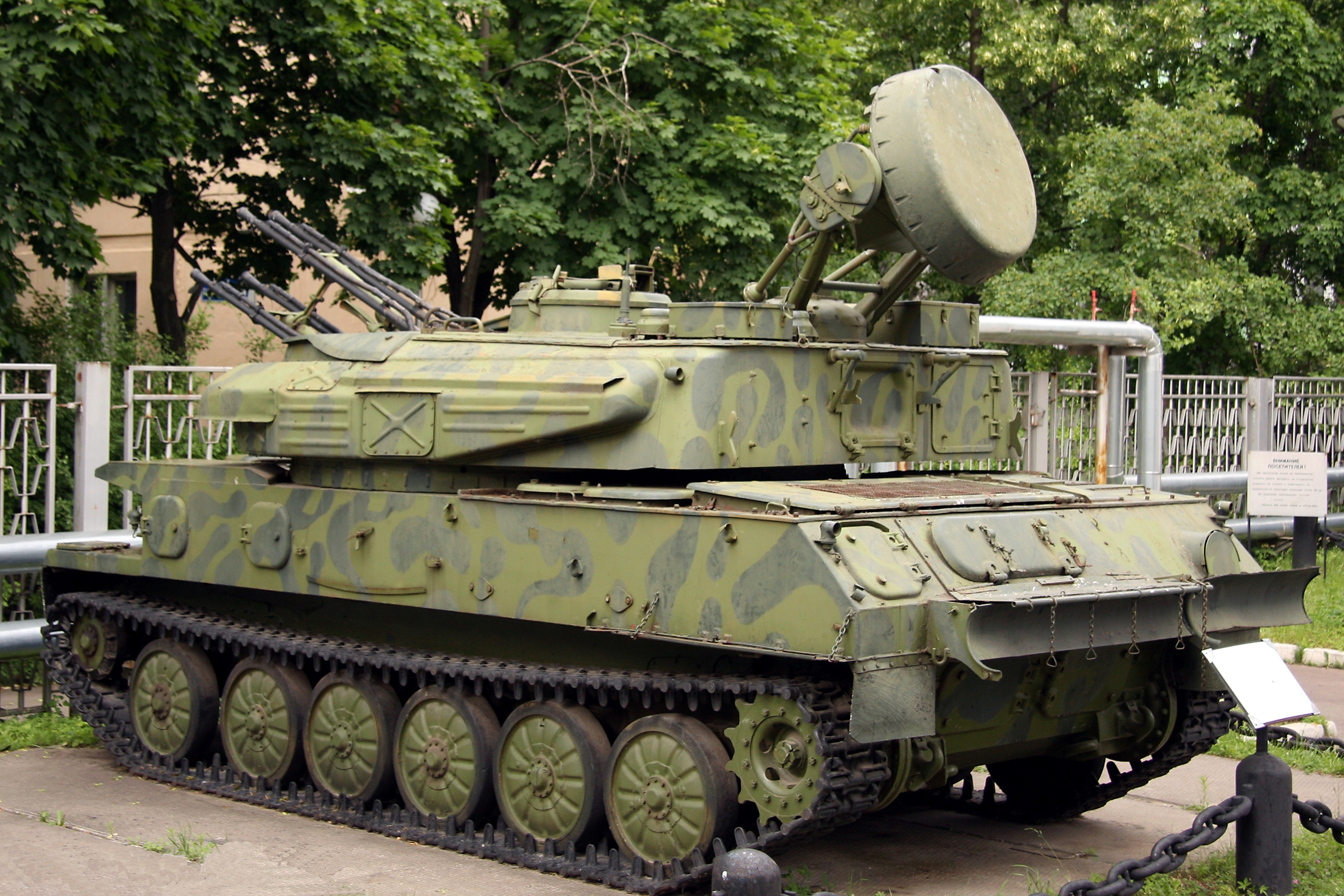
ZSU-23-4由防空雷達操控射擊

彈鏈上是每3發曳光爆破燃燒彈即來1發曳光穿甲燃燒彈，開火時可選擇2門齊射或4門齊射，射速可選擇3至5點射或5至10點射，最強火力為4門以30發連射，但早期服役的批次，因爲機炮的冷卻效能弱，連續開火容易導致炮管及炮膛過熱，不但加速高射炮的老化，而且容易因爲溫度過高而發生走火，此缺陷後來通過修改冷卻管線而得到改善。
ZSU-23-4的底盘來自PT-76兩棲坦克，但由於車重增加和已拆除水中推進系統，故ZSU-23-4不能在水上行駛。

## 基本資料
- 乘員：4人(車長、炮手、雷達操作員和駕駛)
- 車長：6.54公尺
- 車闊：3.13公尺
- 車高：3.57公尺
- 重量：19噸
- 最快速度：50公里/小時
- 續航距離：450公里

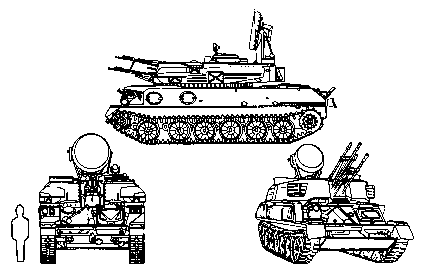
ZSU-23-4

- 武裝：23毫米口徑機砲4挺(2,000發防空砲彈)
- 射角：-4度至+85度
- 最大射高：5,100公尺
- 最遠射程：7,000公尺
- 發動機：V-6R水冷式柴油發動機(280匹馬力)

## ZSU-23-4家族

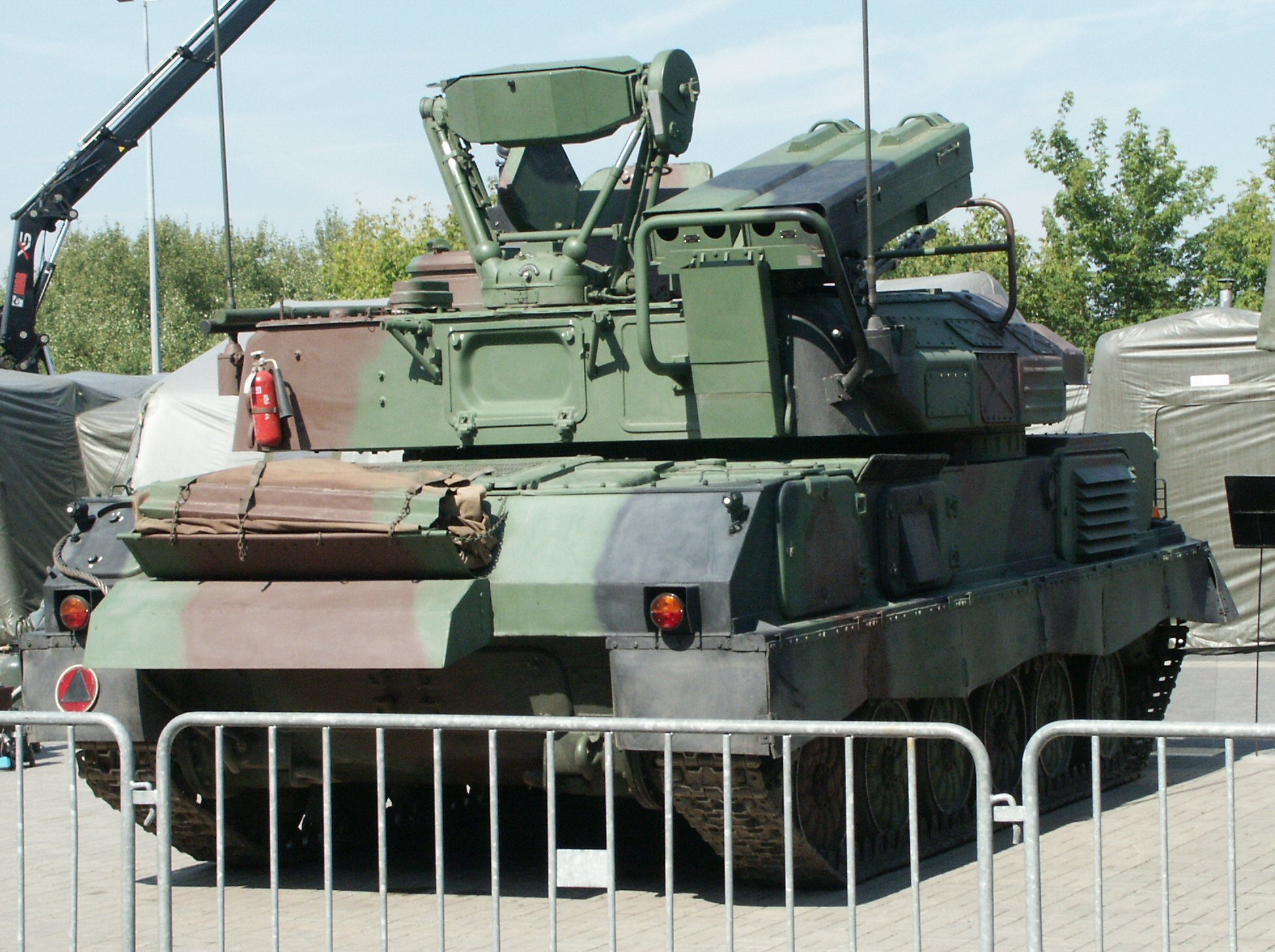
ZSU-23-4MP

ZSU-23-4的產量達6,500多輛，包括:
- ZSU-23-4基本型
- ZSU-23-4M2

又名山地型或阿富汗型，拆除防空雷達以多載彈藥
- ZSU-23-4M4

改進防空雷達和加裝雷射測距儀和兩枚9K38（SA-18）便携式防空导弹
- ZSU-23-4MP

波蘭軍的改良型，改良雷達、光學瞄準系統和動力系統，還有加裝GPS導航和2枚雷聲2型便攜式防空飛彈

## 實戰
1967年第三次中東戰爭是ZSU-23-4首次投入實戰，宣稱總共擊落了31架以色列空軍戰機，1973年第四次中東戰爭當中以色列軍擄獲了一批ZSU-23-4並送往美國做研究，後來美國軍方規定所有軍用機和軍用直昇機都至少要抵擋得住ZSU-23-4的炮彈攻擊。

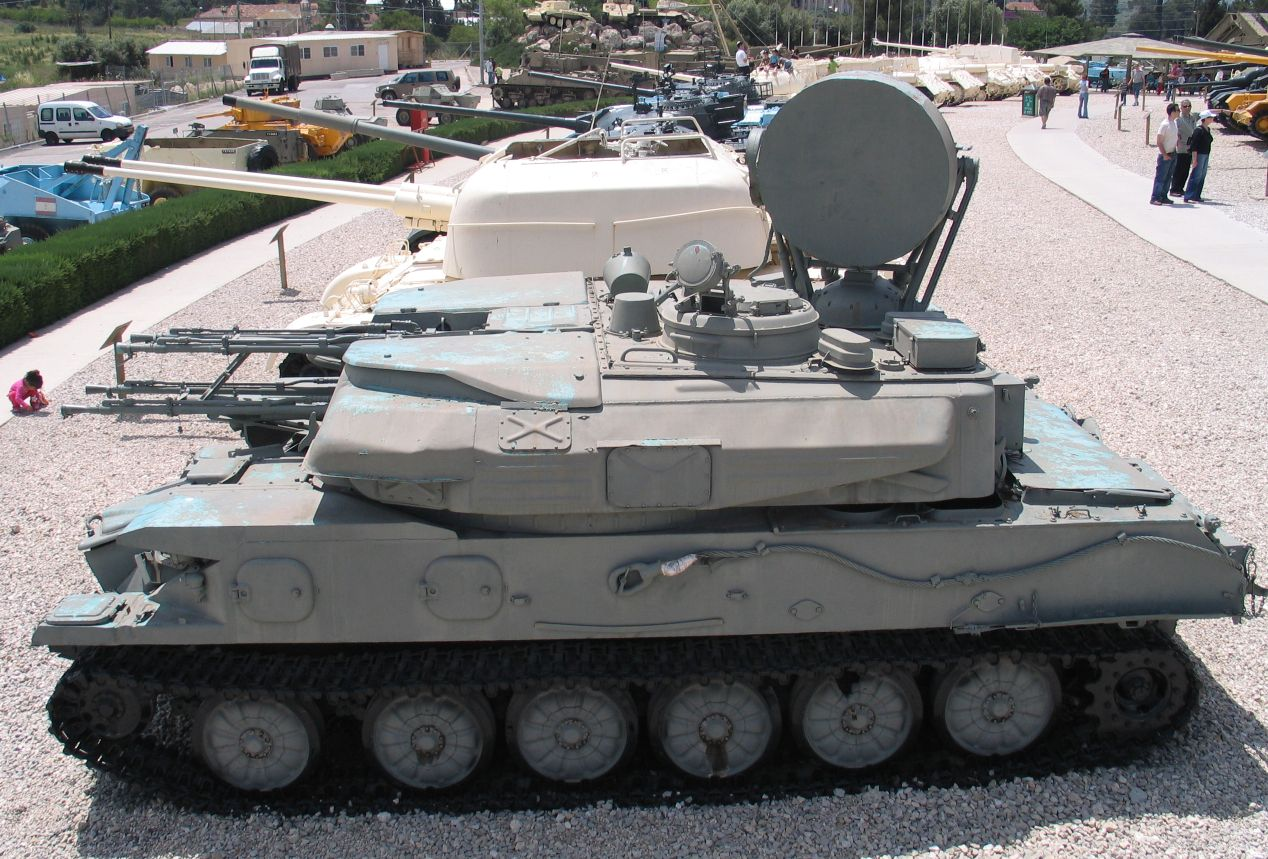
被以色列軍擄獲的ZSU-23-4

1979年蘇軍加入阿富汗戰爭，此為ZSU-23-4另一場主要實戰，因爲阿富汗遊擊隊缺乏空軍，所以將雷達移除，以增加23毫米彈藥的攜行數量，成爲ZSU-23-4M2，以其強勁火力射擊躲藏在山坡之上而居高臨下的阿富汗抗蘇游擊隊。
2011年的第一次利比亞內戰當中也有ZSU-23-4自行高炮參戰。

## 使用國家

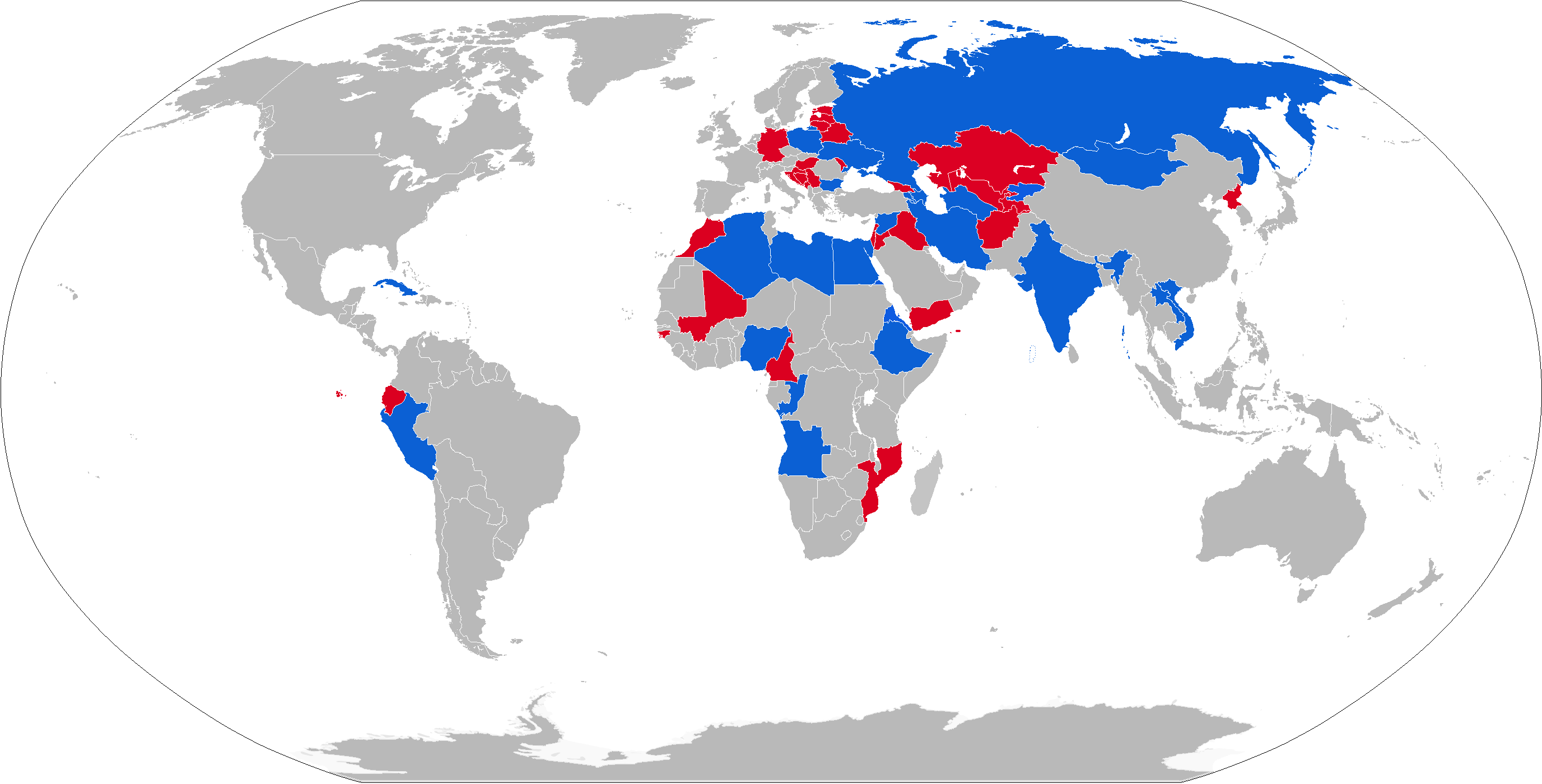
ZSU-23-4的使用國

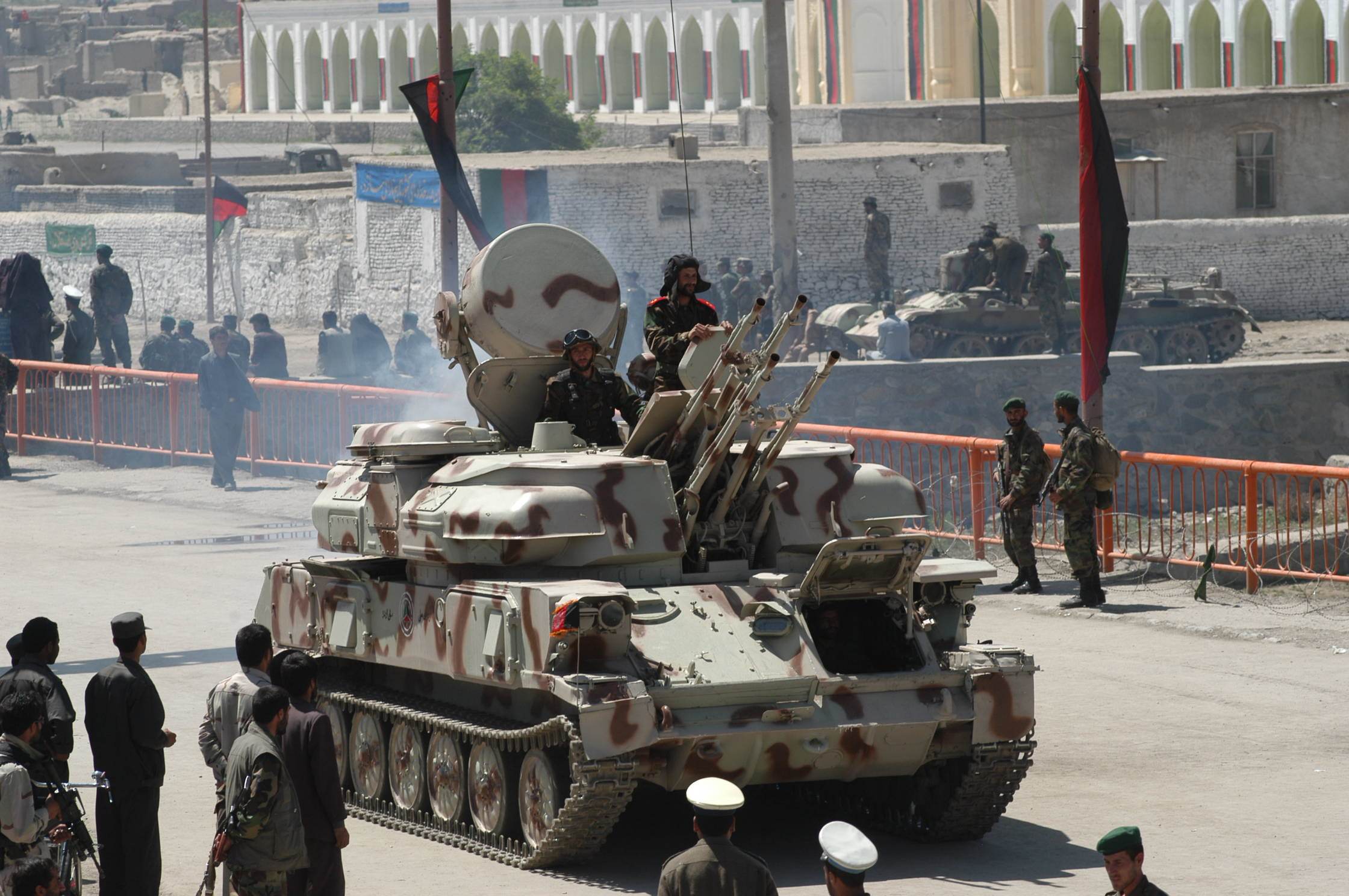
阿富汗軍的ZSU-23-4

- 苏联
- 俄羅斯
- 乌克兰
- 阿富汗
- 阿尔及利亚
- 安哥拉
- 亞美尼亞
- 白俄羅斯
- 保加利亚
- 喀麦隆
- 刚果共和国
- 古巴
- 埃及
- 衣索比亞
- 匈牙利
- 印度
- 伊朗
- 伊拉克
- 以色列
- 约旦
- 黎巴嫩
- 利比亞
- 蒙古国
- 摩洛哥
- 莫桑比克
- 奈及利亞
- 秘魯
- 波蘭
- 叙利亚
- 撒拉威阿拉伯民主共和國
- 越南
- 葉門
- 辛巴威
- 东德

## 外部連結
- 战后苏联自行高炮史 （页面存档备份，存于）